# Kirov (incrociatore 1980)
Il Kirov è stata la prima unità entrata in servizio della classe omonima di incrociatori da battaglia lanciamissili. Commissionato nella VMF sovietica nel 1980, venne posto in riserva dieci anni dopo in seguito ad un incidente. Mai riparato per mancanza di fondi, ricevette il nome di Admiral Ušakov nel 1992 e ne fu iniziato lo smantellamento nel 2003.

## Storia

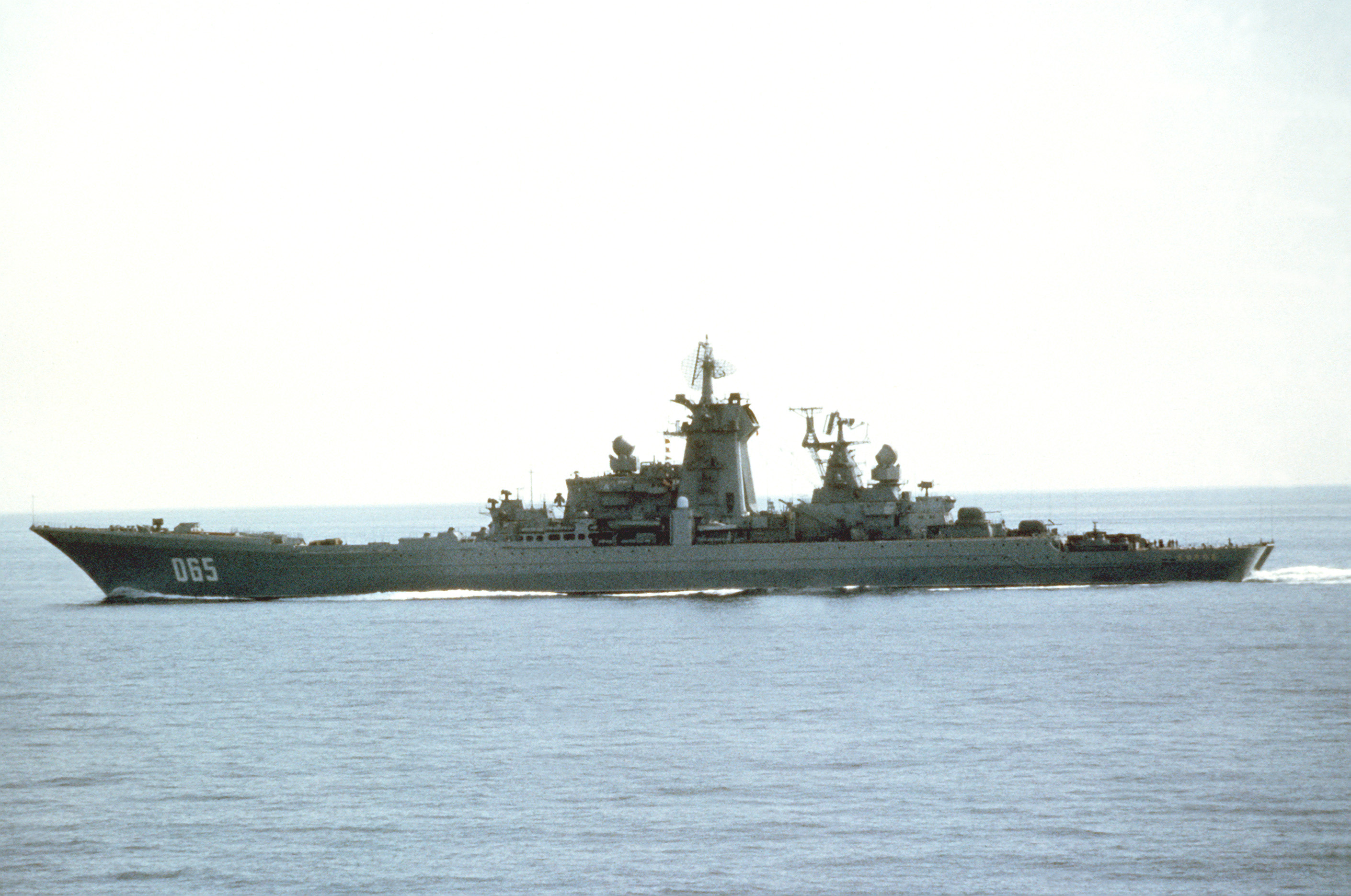
Il Kirov in navigazione nel 1983.

La prima unità delle navi Progetto 1144 Orlan venne impostata presso il cantiere navale Baltiiskyy il 27 marzo 1974. Il varo fu effettuato il 27 dicembre 1977, e l'incrociatore entrò in servizio il 30 dicembre 1980 con il nome di Kirov, in onore dell'alto funzionario bolscevico Sergej Mironovič Kirov. Il 3 marzo 1981 fu inquadrato nella Flotta del Nord, e basato presso la base navale di Severomorsk.
L'incrociatore svolse normale attività operativa fino al 1990, quando, a causa di un incidente all'impianto propulsivo, la nave venne posta in riparazione. Tuttavia, a causa della situazione economico-politica sovietica, i lavori non iniziarono mai.
Il 22 aprile 1992, la nave ricevette il nuovo nome di Admiral Ušakov, come l'ammiraglio russo Fëdor Fëdorovič Ušakov.
Nell'ottobre 1998, iniziò la "cannibalizzazione" della nave: in particolare, parecchie componenti furono rimosse per la riparazione dell'unica altra unità della stessa classe ancora attiva, l'Admiral Nakhimov. Tuttavia, il 14 gennaio dell'anno successivo, la Duma votò una risoluzione a favore della riparazione del grande incrociatore. Quindi, la nave venne trasferita a Severodvinsk per i lavori di riparazione. Però, a causa della mancanza di fondi (dei 100 milioni di rubli necessari ne fu reperito appena il 10%), i lavori non iniziarono mai, e la nave venne radiata nel 2002.
Nell'ottobre del 2003, il direttore dell'impianto di Zvezdochka riferì che la Norvegia avrebbe fornito il denaro necessario alla demolizione definitiva dell'Admiral Ušakov.